# La Màrmol
La Màrmol (italià Marmora, piemontès la Marmo) és un municipi italià, situat a la regió del Piemont. L'any 2007 tenia 89 habitants. Està situat a la Val Maira, dins de les Valls Occitanes. Limita amb els municipis de Chanuelhas, Castelmagno, Cèlas, Demonte, l'Arma, Prazzo, Sambuco i Estròp.

## Administració
| Període | Identitat      | Partit        |
| ------- | -------------- | ------------- |
| 2004-   | Emanuele Ponzo | Llista cívica |